# Centre d'Hakunila
Le centre d'Hakunila  (finnois : Hakunilan keskus) est un centre commercial situé dans le quartier d'Hakunila à Vantaa en Finlande.

## Le centre
Le centre a été conçu par l'architecte Erkki Karvinen et a été achevé en deux phases en 1981 et 1986.
Le centre d'Hakunila compte environ 25 boutiques sur trois étages : le rez-de-chaussée de la partie nord-ouest, le niveau du marché et le 2ème étage supérieur.
Le nom du centre commercial d'Hakunila a été raccourci en centre d'Hakunila en 2005.
Les commerces et services du centre Hakunila comprennent une pharmacie, une épicerie, un kiosque, une salle de sport, un salon de coiffure, un fleuriste, un magasin de photographie, plusieurs bars et restaurants, et deux marchés aux puces.
Les bureaux municipaux sont le centre de santé d'Hakunila et le centre HUSLab, un centre de conseil, un centre de jeunesse et un centre d'activités de jour.
La bibliothèque de Hakunila est également située près du centre.
Jusqu'en 2018, il y avait un pont d'accueil Kela relié au centre commercial.
L'espace extérieur au centre de Hakunila est une zone du marché. Dans la cour, par exemple, des baies sont vendues en été.
Il a été prévu de déplacer la zone du marché vers une intersection plus visible de Hakunilantie et Kyytitie,.
La mise en œuvre des projets prévus est entravée par la base de propriété fragmentée du centre,.
À l'été 2015, la société internationale d'investissement immobilier Citycon a vendu les bâtiments de Hakunilan Keskus Oy, dont elle est propriétaire, à un fonds immobilier finlandais dans le cadre d'une transaction plus large de 76 millions d'euros pour des bureaux.
Les plus grands propriétaires du centre commercial sont la société d'investissement Sirius Capital Partners et la ville de Vantaa, qui a augmenté sa participation.
La zone résidentielle de Kaskela, qui connaît une croissance rapide de la population, à proximité du centre commercial et le Tramway de Vantaa, ligne 570 passant par Hakunila augmentent la pression pour développer le centre commercial.

## Galerie

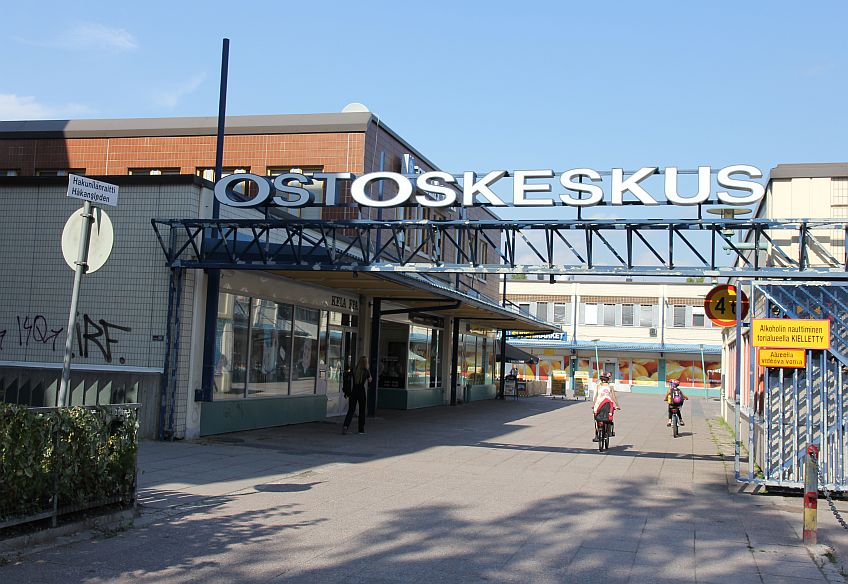
Entrée par l'aire de stationnement du sud.
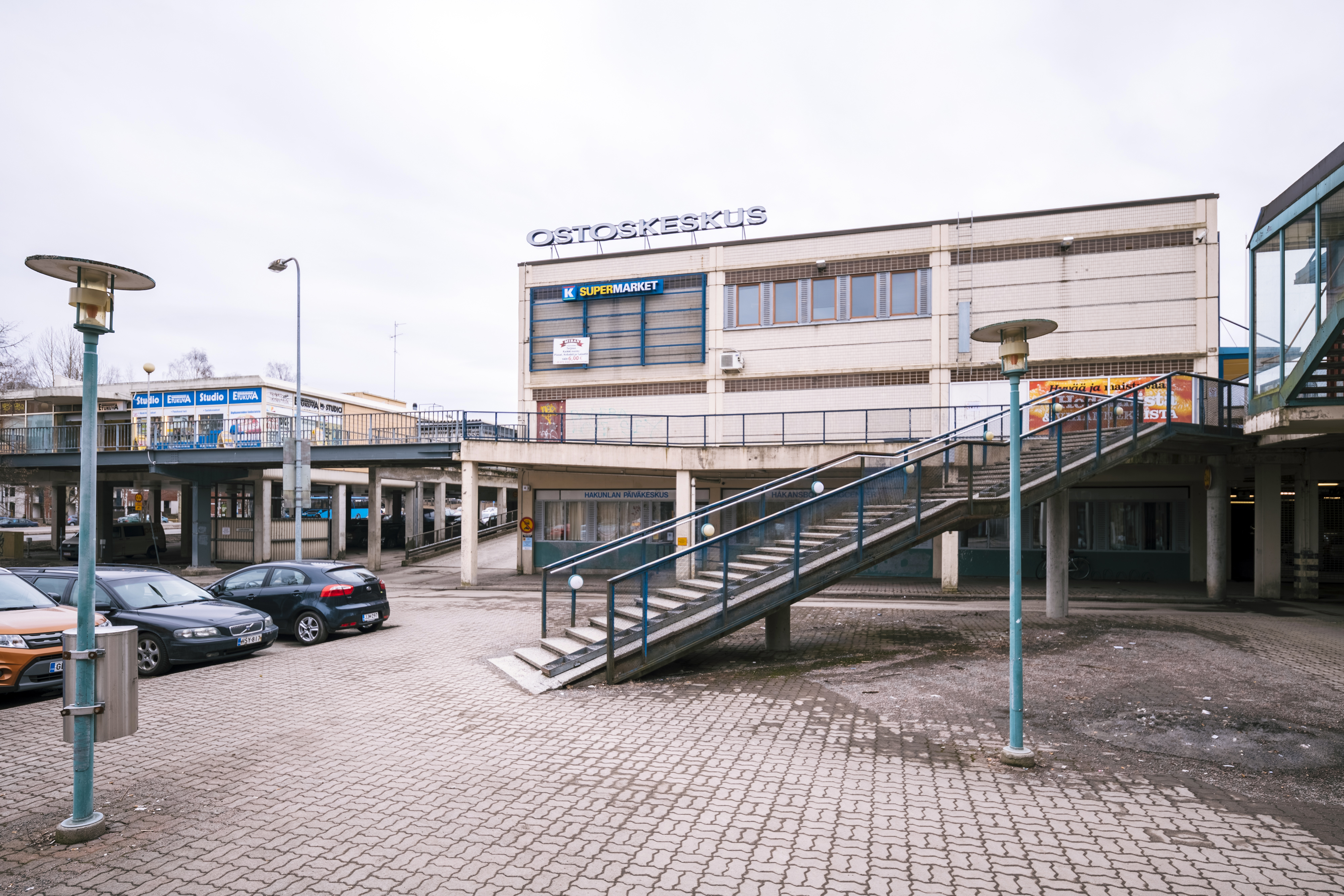
L'entrée nord-ouest.
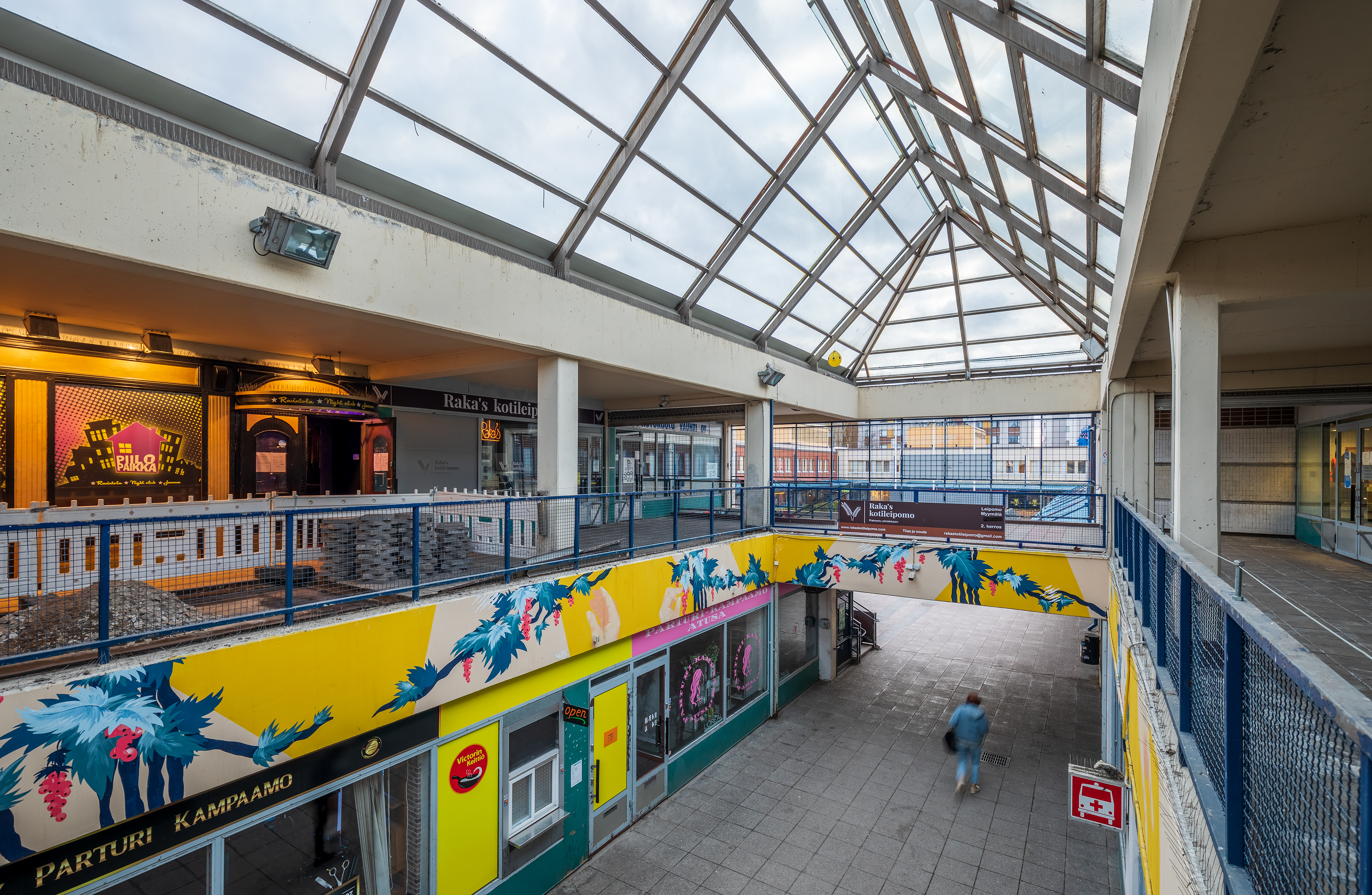
Vue du 2ème étage.
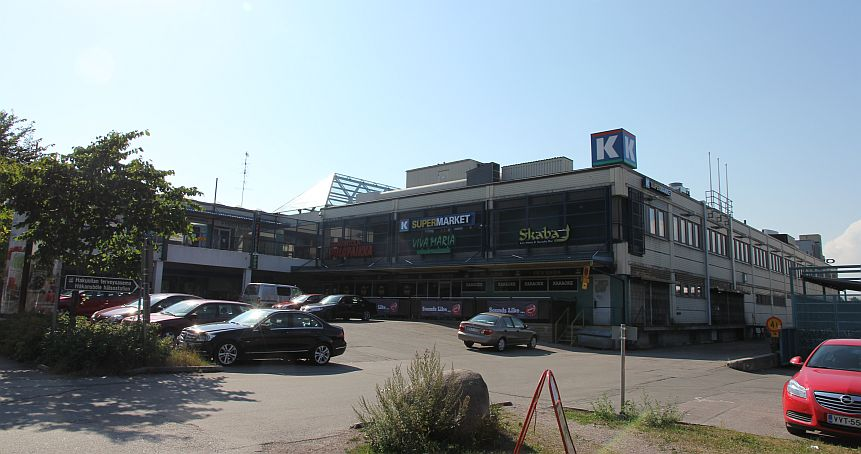
La vue depuis l'intersection de Hakunilantie et Kyytitie..